# Phare El Rincón
Pour les articles homonymes, voir El Rincón et Rincón.
Le phare El Rincón est un phare situé  sur la péninsule verte (es) (Partido de Villarino), dans la Province de Buenos Aires en Argentine. Il est géré par le Servicio de Hidrografía Naval (es) (SHN) de la marine.

## Histoire
Ce phare, mis en service le 4 février 1925, marque l'entrée de la Base navale de Puerto Belgrano et de Bahía Blanca. Il a été construit par la société Dyckerhoff & Widmann (en) sur un terrain de 4 hectares qui avait été donné au ministère de la Marine.
À l'origine, le système d'éclairage était alimenté en pétrole, puis au gaz d'acétylène. En 1980, un système d' alimentation électrique autonome a été mis en place.

## Description
Ce phare est une tour cylindrique en béton, avec une galerie et une lanterne de 62 m de haut. La tour est peinte en noir avec trois bandes horizontales blanches et la lanterne est noire. Son feu fixe émet, à une hauteur focale de 64,5 m, trois éclats blancs de 0,2 seconde par période de 40 secondes. Sa portée est de 29.1 milles nautiques (environ 54 km). 
Identifiant : ARLHS : ARG-036 - Amirauté : G1020 - NGA : 110-19580 .

## Caractéristique dufeu maritime
Fréquence : 40 secondes (W-W-W)
- Lumière : 0,2 seconde
- Obscurité : 5,4 secondes
- Lumière : 0,2 seconde
- Obscurité : 17 secondes
- Lumière : 0,2 seconde
- Obscurité : 17 secondes

### Lien connexe
- Liste des phares d'Argentine